# 雅克·亨利·德萊福斯
雅克·亨利·德萊福斯（法語：Jacques-Henri Dreyfuss，1844年4月19日—1933年7月27日），出生於法國下萊茵省的希羅芬，是已故法國猶太教的拉比。

## 生平
他在法國猶太神學院接受正統猶太教拉比的訓練，1868年畢業之後成為一名拉比，分別在兩地擔任首席拉比：
- 1880年─1891年：比利時首席拉比
- 1891年─1933年：巴黎首席拉比[1]

## 受獎
- 法國榮譽軍團勳章
- 1922年：蒙蒂翁獎
- 利奧波德勳章